# Ornes
Ornes è un comune francese di 5 abitanti situato nel dipartimento della Mosa nella regione Grand Est.
Nel suo territorio nasce il fiume Orne, affluente della Mosella.

## Storia
Questo villaggio fu completamente distrutto durante la battaglia di Verdun, nella prima guerra mondiale. Fra i 3 villaggi successivamente ricostruiti è con Douaumont il meno popolato.

## Società

### Evoluzione demografica
Abitanti censiti